# 岡村洋一
岡村 洋一（おかむら よういち、1956年12月14日 - ）は、日本の俳優、声優、DJ、リポーター、司会者。大阪府大阪市生野区出身。身長177cm。体重75kg。血液型はA型。愛知大学法経学部経済学科卒業。巣山プロダクション、ヒロオオフィスカンパニー、成プロ企画を経て、ひまわり舎に所属。
1979年、文化放送主催「全国アマチュアフォークコンテスト中部北陸大会」優勝。

## 出演

### 映画・Vシネマ
- あいときぼうのまち - スナックの客
- 青空のゆくえ - 父親
- 赤詐欺シリーズ・ハメたが勝ち! - 牛丼屋の店長
- 悪魔の刑事まつり - 発狂する刑事
- あそこの席 - 高校の英語教師
- あなたにここにいてほしい - 高校教師
- 怒りの鉄拳 レディ・ドラゴン
- 石ころ達の唄 - ジャズクラブのマスター
- 陰獣 - 放送記者
- 薄れゆく記憶のなかで - たこ焼き屋の店長
- ULTRAMAN - 飲食店経営者
- エコエコアザラク -WIZARD OF DARKNESS- - 沼田秀樹
- 縁切り村〜デッド・エンド・サバイバル〜
- エンドレス・ワルツ - ニュース番組司会者
- おにぎり ARCADIA物語 - 森山圭介
- CHARON カロン - 内村
- くまちゃん - 舞台俳優
- クローンズ - 養鶏場経営者
- 強奸監禁ビデオショップ
- GO
- コスチューム・グルメ Tバックの花嫁
- GOTH リストカット事件 - 放送記者
- THE JUON/呪怨 - イタリアンレストランの店長
- 彩愛 saiai
- 誘う女 - 森
- 地獄の警備員 - 刑事
- 獅子の絆 浅草哀歌 - TVプロデューサー
- 静かなるドン5 - 暴力団幹部
- 実録・竹中正久の生涯 荒らぶる獅子 - 敏腕検事
- 借王 ファイナル
- ジャンクフード JUNK FOOD - 亭主
- 13階段
- 17才 - 馬鹿な警官
- 女医 Somebody is deep inside me
- 新・俺は男だ!めざせ、日本一のサラリーマン - 商社マン
- 新・雪国
- 人生ごっこ!? - 二宮教頭
- 心臓抜き - 木村健二
- 新・どくだみ荘
- スターティング・オーヴァー
- スパイ・ゾルゲ - 緒方竹虎
- 3 on 3 - TVレポーター
- 世界の中心で、愛をさけぶ - 司会者
- 戦争に行こうよ! - 殉死する自衛隊陸曹
- せんぼんまつばら 川と生きる少年たち - 五郎 ※アニメ映画
- 種まく旅人〜みのりの茶〜
- 刑事まつり - DJ・岡村洋一
- デコトラの鷲シリーズ - 園長先生、男
- 当選確実 - レポーター
- 童貞放浪記
- 遠くの空に消えた
- 突破者太陽傳 - 丸本
- トリコン!!!リターンズ triple complex Returns
- ニンゲン合格 - 役人
- ヌードの夜 - 加藤役
- ノー・ヴォイス
- 破天荒力 A miracle of Hakone - 岩崎弥之助
- 遥かな時代の階段を - 助手
- ViVA!Kappe ビバ!カッペ - 松坂直樹
- ひまわり - アナウンサー
- ひゃくはち - 自由人
- ぼくが処刑される未来 - 酔っ払いの男性
- ポチの告白 - 警視庁銃器銃器薬物対策課警部補・兼頭洋一
- まいっちんぐマチコ!ビギンズ - 実況アナウンサー
- 水の旅人 侍KIDS - 小学校教師
- ミラーマンREFLEX - ジャズ喫茶マスター
- 約束の地に咲く花 - 諜報員
- 洋菓子店コアンドル
- 淀川長治物語 神戸篇サイナラ - 映画館の切符係
- 竜二Forever（監督:細野辰興） - 照明技師 役
- ローカルボーイズ!
- 日本以外全部沈没（2006年） - GTA隊長・赤木 役
- ギララの逆襲/洞爺湖サミット危機一発（2008年） - リポーター4 役
- マフィア VS アマゾネス軍団（2010年） - ホームレス(元自衛隊レスキュー部隊員) 役
- スターティング・オーヴァー（2013年6月22日、監督:五藤利弘）
- 瞳をとじて（2013年11月1日公開、監督:葉山陽一郎）
- マリア狂騒曲（2013年11月30日公開、監督:井土紀州） - ニヘイ 役
- 新スパイガール大作戦 惑星グリーゼの反乱（監督:伊坂幹雄）
- 地球防衛未亡人（2014年2月8日） - 電力会社社員2 役
- 東京難民（2014年2月22日公開、監督:佐々部清） - 長沼 役
- 大怪獣モノ（2016年7月16日）
- 釜石ラーメン物語（2023年7月8日）[5]
- いまダンスをするのは誰だ?（2023年10月7日、監督：古新舜） - 飯田隆 役
- ナマズのいた夏（2025年2月8日、中川究矢監督、Power Arts Production）[6]

### テレビドラマ
- 相棒シリーズ
  - 相棒 Season 3 - 添島（内閣官房室の政務秘書官）
  - 相棒 Season 4 - 篠田
- 明智小五郎VS金田一耕助 - 医師
- あしたの、喜多善男〜世界一不運な男の、奇跡の11日間〜 - 高橋
- ウルトラシリーズ
  - ウルトラマンティガ - タンゴ・ユウジ博士
  - ウルトラマンコスモス - ソウスケの父
  - ウルトラマンメビウス - メロンパン売りのおじさん
- 君の名は - 村役場の職員
- ケータイ刑事 銭形泪 1stシリーズ - 万年助手
- ケータイ刑事 銭形零 2ndシリーズ - 理事長
- 月曜・女のサスペンス「通勤新幹線替玉事件」
- 恋料理カレンダー - 労務者
- 捜し屋★諸星光介が走る! - 神代
- 告発弁護士・時の剣 - IT成金の男
- さすらい刑事旅情編IV - ホテルのフロントマン
- 新幹線をつくった男たち
- 聖夜に消えた天使 - 先輩
- 早春スケッチブック ※ノンクレジット
- 空飛ぶタイヤ
- 中学生日記 - 公共施設職員
- ときめきの午後 - 営業社員
- なぞの転校生 - 渡辺先生
- 虹色坂物語 - 上司、ヤクザ
- ぬるぬる燗燗 - 居酒屋の常連客
- パパは単身赴任 ※主演
- ホームワーク - カフェ・バーの店長
- ポケットから、愛 - 暴力団組員
- 世にも奇妙な物語・「指名手配の男」 - 空港の警官
- よろこびの渦巻 - 男
- 理由 - 浜松駅の警察官
- 龍馬伝 - 勝海舟塾の英語教師
- 輪中の郷 - 農民

### バラエティほか
- RABシネマフェスティバル・ラインナップ
- ER緊急救命室シーズンⅩ #10（ウォルター[7]）
- 池袋シネマ通り
- 伊勢路の名物餅探訪記
- NNNニュースプラス1
- 活人生活
- 第1回 岐阜放送テレビ・チャリティースペシャル
- 旅チャンネル〜いい男
- チャリティーサイマル
- TOSスーパーニュース - 俳優
- 徳光&木佐の知りたいニッポン!
- ふるさと夢おこし紀行
- 文学歴史アート紀行
- モーニングEye
- 夕焼けワイド510
- 夢のパラダイス
- 宵待5
- 笑われる方言

### 舞台
- 海城の風鈴
- 喧嘩の極意
- ブルースな日々〜あぁガス欠!

### WEB
- Short Cake - 酔客
- 大安吉日 - 結婚式帰りの客

### ラジオ
- 忌野清志郎の“イマ”
- 笑顔サイタ向山ありがトーク・ショー
- 岡村洋一のシネマストリート（かわさきFM 79.1MHz）
- 荻野目洋子のカフエM&M's
- 梶原しげるの本気でDONDON
- 午後はそう快歌気分
- 星空ワイド 今夜もシャララ（CBCラジオ）  - デビュー作[1][4]。
- シネマプリズム
- ジャストバイブレーション（岐阜放送）[1]
- 第9回・愛のラジソン
- 多田しげおの気分爽快!!朝からP・O・N（CBCラジオ）
- 多田しげおのまるっと土曜日（CBCラジオ）
- 日曜なんて大キライ!泉谷しげるのお前ら聞け!
- 東三河歌謡ベストテン（CBCラジオ）[1]
- 東三河未来くるランド〜ラストウィーク
- 東三河ラジオパトロール
- ヤングスタジオ1431（岐阜放送）

### CM
- NTT・ポケットベル
- オリコ生命
- 麒麟麦酒・キリン一番搾り生ビール
- 花王・健康エコナクッキングオイル

### その他
- 宮崎映画祭 第1回（ゲスト）